# Adrian Severin
Adrian Severin (n. 28 martie 1954, București, România) este un politician și diplomat român, fost membru al Partidului Democrat (actual PDL), fost membru al Partidului Social Democrat, din care a demisionat în urma unui scandal de corupție. Adrian Severin a fost condamnat definitiv în noiembrie 2016 la 4 ani de închisoare cu executare pentru săvârșirea infracțiunilor de luare de mită și trafic de influență.
A părăsit PD, alături de alți foști lideri ai partidului, după ce conducerea acestui partid a fost câștigată de Traian Băsescu. Între 12 decembrie 1996 și 29 decembrie 1997 a deținut funcția de ministru de externe al României.
Din septembrie 2005 Adrian Severin a fost euroobservator român în Parlamentul European, pentru ca odată cu aderarea României la Uniunea Europeană să devină europarlamentar. În cadrul Parlamentului European, Adrian Severin a fost președinte al delegației socialiste române din cadrul Grupului Socialist. Adrian Severin a fost deputat în Parlamentul României între 1990-2008. În legislatura 1990-1992 a fost deputat ales pe listele FSN. În legislatura 1992-1996 a fost deputat ales pe listele PD. În legislatura 1996-2000 a fost deputat ales pe listele PD, iar din aprilie 2000 a devenit deputat independent. În legislatura 2000-2004 a fost ales pe listele PDSR, a devenit membru PSD din iunie 2001. În legislatura 2004-2008 a fost ales deputat pe listele PSD, a demisionat pe 20 decembrie 2007, a fost înlocuit de  Mădălin-Ștefan Voicu.

## Activitatea în Parlamentul European
Ca observator și membru al Parlamentului European, Adrian Severin a adoptat o agendă în 3 puncte. În primul rând, el a dorit să promoveze creșterea încrederii de care se bucura România în UE în condițiile în care primirea sa a avut loc cu numeroase rezerve și fără entuziasm din partea vechilor membri. Creșterea credibilității a fost realizată prin dovedirea competenței, sinceritate în acțiune și loialitate față de Grupul Socialist și celelalte instituții. În al doilea rând, Adrian Severin a acționat în vederea creșterii influenței României în UE, lucru care s-a realizat prin ocuparea unor funcții de decizie sau obținerea unor misiuni strategice. În acest sens, Delegația Socialistă Română a negociat integrarea euro-parlamentarilor români în structurile Parlamentului European. Consolidarea coerenței și eficienței UE ca formă de organizare politică a unei democrații transnaționale a reprezintat un al 3-lea punct pe care Adrian Severin a dorit să-l susțină. De aceea, principala sa implicare este în Comisia Constituțională precum și în problemele politicii de vecinătate și extindere ale UE.

## Scandalul de corupție
Adrian Severin este acuzat în afacerea „bani pentru amendamente” că ar fi contribuit la inițierea unui amendament legislativ în schimbul a 100.000 euro. În martie 2011 Parlamentul European a deschis o anchetă oficială pentru stabilirea vinovăției în acuzațiile de corupție care i s-au adus alături de alți doi parlamentari. Ziarul britanic The Sunday Times a realizat o investigație jurnalistică sub acoperire în urma căreia i-a demascat pe cei trei europarlamentari că sunt de acord să susțină amendamente la legislația europeană, în schimbul primirii unor sume de bani. Jurnaliștii au contactat 60 de europarlamentari cărora le-a propus, în numele unei firme de lobby false, să fie plătiți pentru a susține amendamente, însă au acceptat doar Adrian Severin din România, Ernst Strasser, fost ministru de Interne în Austria, și Zoran Thaler din Slovenia. Adrian Severin a și facturat cu 12.000 de euro firma de lobby, după care a fost sunat de editorul publicației și i s-a explicat în ce situație se află.
Ceilalți doi europarlamentari acuzați, Zoran Thaler, fost ministru sloven de externe și fostul ministru austriac de interne Ernst Strasser au demisionat imediat după ce The Sunday Times a dezvăluit scandalul. Adrian Severin a refuzat să demisioneze din Parlamentul European, deși Grupul Socialiștilor Europeni, din care făcea parte, i-a cerut acest lucru, grupul excluzându-l în final din rândurile sale. Politicianul român a susținut că nu a făcut nimic „ilegal sau anormal”.
Conducerea PSD nu a luat inițial nici o măsură împotriva lui Adrian Severin, mulțumindu-se să constate că acesta s-a suspendat din funcția de vicepreședinte al partidului. După câteva zile de la declanșarea scandalului, președintele PSD Victor Ponta i-a cerut lui Adrian Severin să demisioneze din partid, în caz contrar amenințându-l că va fi exclus.
Victor Ponta i-a trimis o scrisoare președintelui PSD București Marian Vanghelie, căruia i-a solicitat excluderea din partid a lui Adrian Severin. Deși nu și-a ascuns împotrivirea, Marian Vanghelie a convocat o ședință de partid în care a lăudat activitatea lui Adrian Severin și și-a exprimat regretul că se despart. „Cred că este unul dintre cei mai pregătiți oameni. Am încredere în nevinovăția lui Adrian Severin, am încredere că în Parlamentul European sunt oameni competenți și comisia care va ancheta acest 'caz' cred că va dovedi nevinovăția lui Adrian Severin. Astăzi este o situație destul de delicată pentru că organizația de București a reușit să construiască o echipă, persoane care se bazau pe încredere, pe respect, pe profesionalism, pe activism, pe tot ceea ce înseamnă social-democrație într-un cuvânt, dacă se poate spune”, a declarat Marian Vanghelie. Iar la finalul ședinței i-a urat 'La mulți ani!' lui Adrian Severin, deoarece era ziua de naștere a acestuia. Până la urmă, Adrian Severin însuși a demisionat din PSD, în aceea ședință.
În data de 19 mai 2014 ÎCCJ a constatat legalitatea sesizării instanței, a administrării probelor, a efectuării actelor de urmărire penală, și a dispus începerea judecății. Termenul pentru pronunțarea sentinței în acest dosar a fost amânat pentru data de 9 februarie 2016.
Severin a fost eliberat condiționat în februarie 2017, după ce a executat efectiv un an și trei luni din pedeapsă.

## Gafe
Cariera de politician după 1990 a lui Adrian Severin a fost marcată de o serie de gafe. La începutul anilor 1990, răspunzând unei întrebări puse de un ziarist al săptămânalului umoristic Academia Cațavencu, a căzut într-o capcană alături de alți parlamentari și s-a declarat revoltat că apa de la robinetele din București ar avea o concentrație nepermisă de hidrogen, doi atomi la doar unul de oxigen, denotând astfel că nu cunoștea formula H2O a apei.
Ca ministru de externe, în 1997, a introdus o sintagmă în versiunea preliminară a unui act anex al tratatul dintre România și Ucraina, care avea drept urmare cedarea Insulei Șerpilor către Ucraina. A pierdut postul de ministru de externe în urma unui scandal pe care l-a pornit când a declarat că deține o listă cu șefi de ziare și ziariști care ar fi spioni, pe care însă nu a adus-o la cunoștință public vreodată. 
Într-o analiză pe care a realizat-o pentru Institutul Social Democrat Ovidiu Șincai, afiliat PSD, l-a calificat pe președintele țării, Traian Băsescu drept “han tătar, urmaș al lui Ginghis han”, “alogen” ce nu are ce căuta în fruntea țării și și-a atras din această cauză sancțiunea Consiliul National pentru Combaterea Discriminării (CNCD).
Un alt scandal a avut loc în 2011, când o echipă de jurnaliști britanici de la ziarul The Sunday Times, pretinzând a fi reprezentanți ai unei organizații de lobby, l-au convins să accepte o sumă de bani în schimbul introducerii unor amendamente în legislația europeană. Ziarul a dezvăluit că alți doi membri ai Parlamentului European au fost în aceeași situație, însă Adrian Severin a fost singurul dintre cei trei care nu și-a dat demisia din Parlamentul European, deși a fost ulterior huiduit în plen și marginalizat, pierzând funcția de vicepreședinte din partea Partidului Socialiștilor Europeni. Mai târziu, pe data de 25 noiembrie a aceluiași an, Adrian Severin a stârnit stupoare când a ținut o prelegere despre corupție la București, în contextul în care dovezile luării sale de mită erau larg accesibile și DNA începuse deja urmărirea penală împotriva sa.

## Educația și activitatea profesională
- Absolvent al Facultății de Drept, Universitatea din București, (1978); doctor în drept (1986)
- Lector la Academia de învățămînt social-politic Ștefan Gheorghiu de pe lîngă CC al PCR[16][17]
- Profesor de drept al comerțului internațional, Universitatea "Titu Maiorescu" (București, din 1999).
- Membru al Curții Internaționale de Arbitraj de pe lângă Camera Internațională de Comerț din Paris (din 2005).
- Membru al Curții Comerciale de Arbitraj din Malta (din 2001).
- Membru al Curții de Arbitraj de pe lângă Camera de Comerț și Industrie a Sloveniei (din 1998), de pe lângă Camera de Comerț și Industrie a României (din 1995).
- Membru al Societății Române de Drept Internațional și Relații Internaționale (între 1987-1990).
- Secretar al Secțiunii de Drept Internațional (din 2003). Președintele Secțiunii de Integrare Europeană (din 1985).
- Membru al Societății Române de Drept Comparat (din 1985).
- Șeful delegației de euro-parlamentari ai Partidului Social Democrat în Parlamentul European (din 2007).
- Șeful delegației de euro-observatori ai Partidului Social Democrat în Parlamentul European (2005-2006).
- Șeful Departamentului pentru Relații Externe și Afaceri Europene al Partidului Social Democrat (2004-2007).
- Director coordonator al Institutului de Studii Social Democrate "Ovidiu Șincai" (din 2000). Membru al Prezidiului PES (din 2006).
- Vicepreședinte al Grupului Socialist al Adunării Parlamentare a Consiliului Europei (1995-1996; 2003-2006).
- Membru al Parlamentului României, Camera Deputaților (din 1990, reales în 1992, 1996, 2000 și 2004).
- Membru al Comisiei pentru politică externă a Camerei Deputaților, Parlamentul României (din 1996).
- Vice Prim Ministru, Ministru pentru Reformă și Relațiile cu Parlamentul (1990-1991).
- Viceprim-ministru și Ministru al Afacerilor Externe (1996-1997).
- Președintele Agenției Naționale pentru Privatizare și Dezvoltarea Întreprinderilor Mici și Mijlocii (1991-1992).
- Membru al Adunării Parlamentare a Consiliului Europei (APCE), în mai multe rânduri Raportor al APCE (2003-2007; 1993-1996); Vicepreședintele Comisiei juridice și pentru drepturile omului a APCE (2006-2007, 1995-1996).
- Președintele subcomisiei pentru relații externe a APCE (2004-2007).
- Președinte al Adunării Parlamentare a OSCE (2000-2002).
- Președinte emerit al Adunării Parlamentare a OSCE (2002-2004).
- Șeful Comisiei ad-hoc pentru Belarus, din cadrul Adunării Parlamentare a OSCE (1998-2001).
- Raportor special al Organizației Națiunilor Unite pentru situația drepturilor omului în Belarus (din 2004).
- Membru al Convenției privind viitorul Europei (2002-2003). Coordonator în cadrul Institutului Est-Vest (SUA), Grupul pentru pregătirea "Programului politicii generale pentru Mesele de lucru I și III ale Pactului de Stabilitate pentru Sud-Estul Europei" (2000-2001).
- Membru al Consiliului de Consultanță al Rețelei de Institute Europene pentru Studiul Relațiilor Interetnice "Eurobarometer" (din 1999). Membru al Consiliului pentru acord etnic al Fundației "Proiectul pentru Relații Etnice" (Princeton, USA, din 1999).
- Editorialist al ziarului Ziua (din 1998) și al revistei Lumea Magazin (1998-2004).

## Condamnarea penală
Adrian Severin a fost condamnat definitiv la 4 ani închisoare cu executare pentru săvârșirea infracțiunilor de luare de mită și trafic de influență, în 2016. A fost eliberat condiționat la 28 februarie 2018.

## Publicații
- Sorin Roșca Stănescu, Cozmin Gușă, Andrei Gușă, Marius Ghilezan, Iosefina Pascal, H.D. Hartmann, Adrian Severin, Petru Romoșan, Războiul din Ucraina, Editura Rao, 2022, ISBN 9786060067450